# Абрахам Фримпонг
Абрахам Фримпонг (Акра, 6. април 1993) гански је фудбалер. Игра у одбрани.

## Клупска каријера
Фримпонг је играо у Италији са омладинским тимом Виченце у сезони 2010/11. Током лета 2011. године је био на проби у Партизану, међутим није потписао уговор, након чега се почетком августа исте године прикључио екипи Војводине. Међутим, у Војводини није добио шансу да дебитује, па се током следеће зимске паузе преселио се у Напредак из Крушевца, који је тада играо у Првој лиги Србије, али са амбицијама да се врати у Суперлигу. Напредак је сезону 2012/13. завршио на првом месту Прве лиге, и на тај начин је поново заиграо у Суперлиги од сезоне 2013/14. Након пет година играња у Напретку, Фримпонг је 13. јануара 2017. потписао уговор са Црвеном звездом. Са црвено-белима је освојио шампионску титулу у сезони 2017/18. У јуну 2018. је потписао уговор са Ференцварошем. Са овим клубом је освојио две титуле првака Мађарске, а поред тога је играо и у групним фазама Лиге Европе и Лиге шампиона. Почетком фебруара 2021. је напустио Ференцварош и прешао у Ал Аин из Саудијске Арабије.

## Успеси
Напредак Крушевац
- Прва лига Србије : 2012/13, 2015/16.

Црвена звезда
- Суперлига Србије: 2017/18.

Ференцварош
- Првенство Мађарске : 2018/19, 2019/20.